# Дария (Карагандинская область)
Дария́ (Дарьинский; каз. Дария) — посёлок в Шетском районе Карагандинской области Казахстана. Административный центр и единственный населённый пункт Дарьинской поселковой администрации. Код КАТО — 356447100. 

## География
Расположен в 91 км южнее Караганды на правом берегу реки Байкара. Посёлок возник в связи с строительством железной дороги Караганды — Сейфуллин — Жезказган (1931—1936). С 1956 года — посёлок городского типа.
На территории посёлка работает предприятие ТОО «Крамдс-Кварцит», которое добывает кварцит и щебень. Также в Дарии функционирует пункт помывки железнодорожных вагонов, военно-материальная база, находящаяся в подчинении Министерства Обороны Республики Казахстан.

## Население
| Численность населения | Численность населения | Численность населения | Численность населения | Численность населения | Численность населения |
| 1959                  | 1970                  | 1979                  | 1989                  | 1999                  | 2009                  |
| --------------------- | --------------------- | --------------------- | --------------------- | --------------------- | --------------------- |
| 6898                  | ↘1682                 | ↗1796                 | ↘1313                 | ↘1005                 | ↘825                  |

В 1999 году население посёлка составляло 1005 человек (491 мужчина и 514 женщин). По данным переписи 2009 года, в посёлке проживало 825 человек (423 мужчины и 402 женщины).